# يونوت نياغو
يونوت نياغو (بالرومانية: Ionuț Neagu) هو لاعب كرة قدم روماني في مركز الوسط، ولد في 26 أكتوبر 1989 في غالاتس في رومانيا. شارك مع منتخب رومانيا تحت 21 سنة لكرة القدم ومنتخب رومانيا لكرة القدم. أما مع النوادي، فقد لعب مع ستيوا بوخارست ونادي أوتسيلول غالاتسي ونادي تشيرنو مور فارنا ونادي كارديمير كارابوك سبور ونيا سلاميس فاماغوستا ويو تي أي أراد.

## وصلات خارجية
- يونوت نياغو على موقع اتحاد تركيا (لاعب) (الإنجليزية)
- يونوت نياغو على موقع قاعدة بيانات كرة القدم.إي يو (الإنجليزية)
- يونوت نياغو على موقع ناشيونال فوتبول تيمز (الإنجليزية)
- يونوت نياغو على موقع Soccerway.com (الإنجليزية)
- يونوت نياغو على موقع عالم كرة القدم.نت (الإنجليزية)
- يونوت نياغو على موقع AS.com (الإسبانية)